# أليكس بوبوف
أليكس بوبوف (بالإنجليزية: Alex Popov) هو مهندس معماري أسترالي، ولد في 3 فبراير 1942 في شانغهاي في الصين.